# Andreas Peter Thomsen
Andreas Peter Thomsen (født 21. oktober 1781 i København, død 23. maj 1860 sammesteds) var en dansk jurist. Han var far til Christian Albert Frederich Thomsen. 
Thomsen blev privat dimitteret til universitetet 1798, juridisk kandidat 1808, underkancellist i danske Kancelli 1810, protokolsekretær i Højesteret 1813 og udnævntes 1816 til surnumerær assessor i Landsover- samt Hof- og Stadsretten, hvor han 1818 blev virkelig assessor og snart vandt anerkendelse for sin dygtighed og nøje kendskab til rettens forskelligartede forretninger. Efter at han gentagne gange i længere perioder havde været konstitueret som rettens justitiarius, beskikkedes han 1838 til definitivt at beklæde denne stilling, i hvilken han derefter virkede indtil 1854, da han på grund af nedbrudt helbred afskedigedes. Fra 1838 var han tillige medlem af justitsdirektionen for Tallotteriet indtil dettes ophævelse 1851. I 1828 blev han justitsråd, 1836 etatsråd og 1852 konferensråd.